# Mel Blount
Melvin Cornell Blount (Vidalia, 10 aprile 1948) è un ex giocatore di football americano statunitense che ha militato nel ruolo di cornerback per tutta la carriera con i Pittsburgh Steelers della National Football League (NFL). È stato introdotto nella Pro Football Hall of Fame nel 1989.

## Carriera
Mel Blount iniziò la sua carriera ad alto livello alla Southern University, dove giocò come cornerback, ruolo in cui avrebbe poi svolto tutta la sua carriera tra i professionisti, ma anche come safety.
Nel Draft NFL 1970, Blount venne scelto al 3º giro dai Pittsburgh Steelers, squadra con la quale disputò tutta la sua carriera (14 stagioni); grazie alla militanza in una delle squadre all'epoca dominanti della lega, giunse a giocare ed a vincere ben quattro Super Bowl.

## Palmarès
Con i Pittsburgh Steelers, all'epoca una delle squadre più forti della lega, Mel Blount disputò quattro edizioni del Super Bowl:
- Super Bowl IX (1974), vinto contro i Minnesota Vikings;
- Super Bowl X (1975), vinto contro i Dallas Cowboys;
- Super Bowl XIII (1978), vinto ancora contro i Dallas Cowboys;
- Super Bowl XIV (1979), vinto contro i Los Angeles Rams.

Tra i riconoscimenti a livello individuale, si ricordano:
- Cinque convocazioni per il Pro Bowl, nel 1975, 1976, 1978, 1979 e 1981;
- Sei selezioni nell'All-Pro Team, ininterrottamente dal 1975 al 1979 e ancora nel 1981;
- Miglior difensore dell'anno della NFL nel 1975;
- MVP del Pro Bowl 1976;
- Formazione ideale del 75º anniversario della National Football League
- Formazione ideale del 100º anniversario della National Football League
- Formazione ideale della NFL degli anni 1980.
- Classificato al #44 tra i migliori cento giocatori di tutti i tempi da NFL.com

## Statistiche
- Intercetti: 57
- Yards guadagnate su ritorno di intercetto: 736
- Touchdown su ritorno di intercetto: 2
- Fumble recuperati: 13
- Yards guadagnate su ritorno di fumble: 105
- Touchdown su ritorno di fumble: 2
- Ritorni di kickoff: 36
- Yard guadagnate su ritorno di kickoff: 911